# Evangelische Kirche (Kleinlinden)

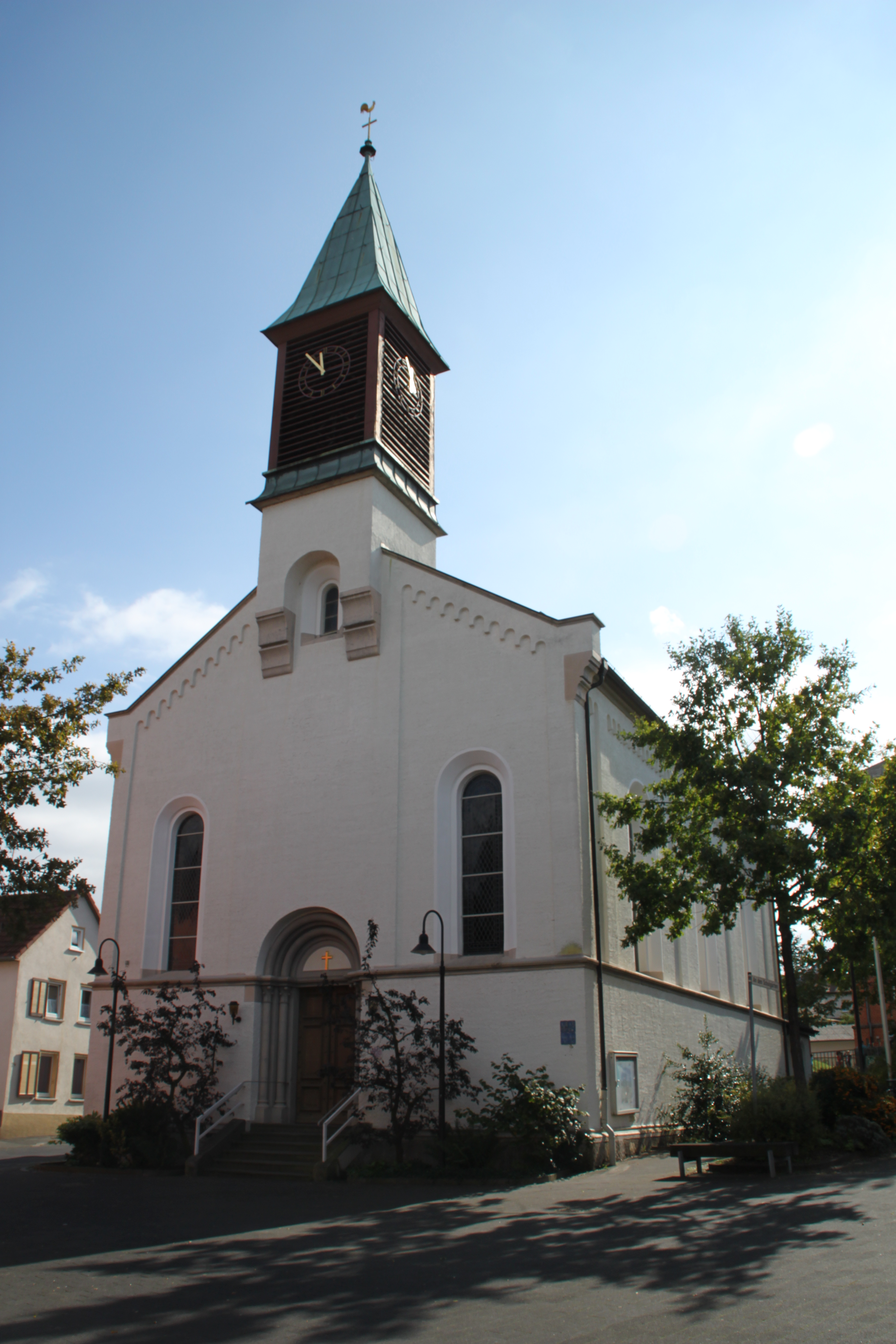
Kirche von Westen

Die Evangelische Kirche in Kleinlinden, einem Stadtteil von Gießen im Landkreis Gießen in Mittelhessen, ist eine einschiffige neuromanische Saalkirche mit Satteldach, die von 1864 bis 1866 errichtet wurde. Das hessische Kulturdenkmal hat einen eingezogenen Chor und einen vierseitigen Dachreiter.

## Geschichte

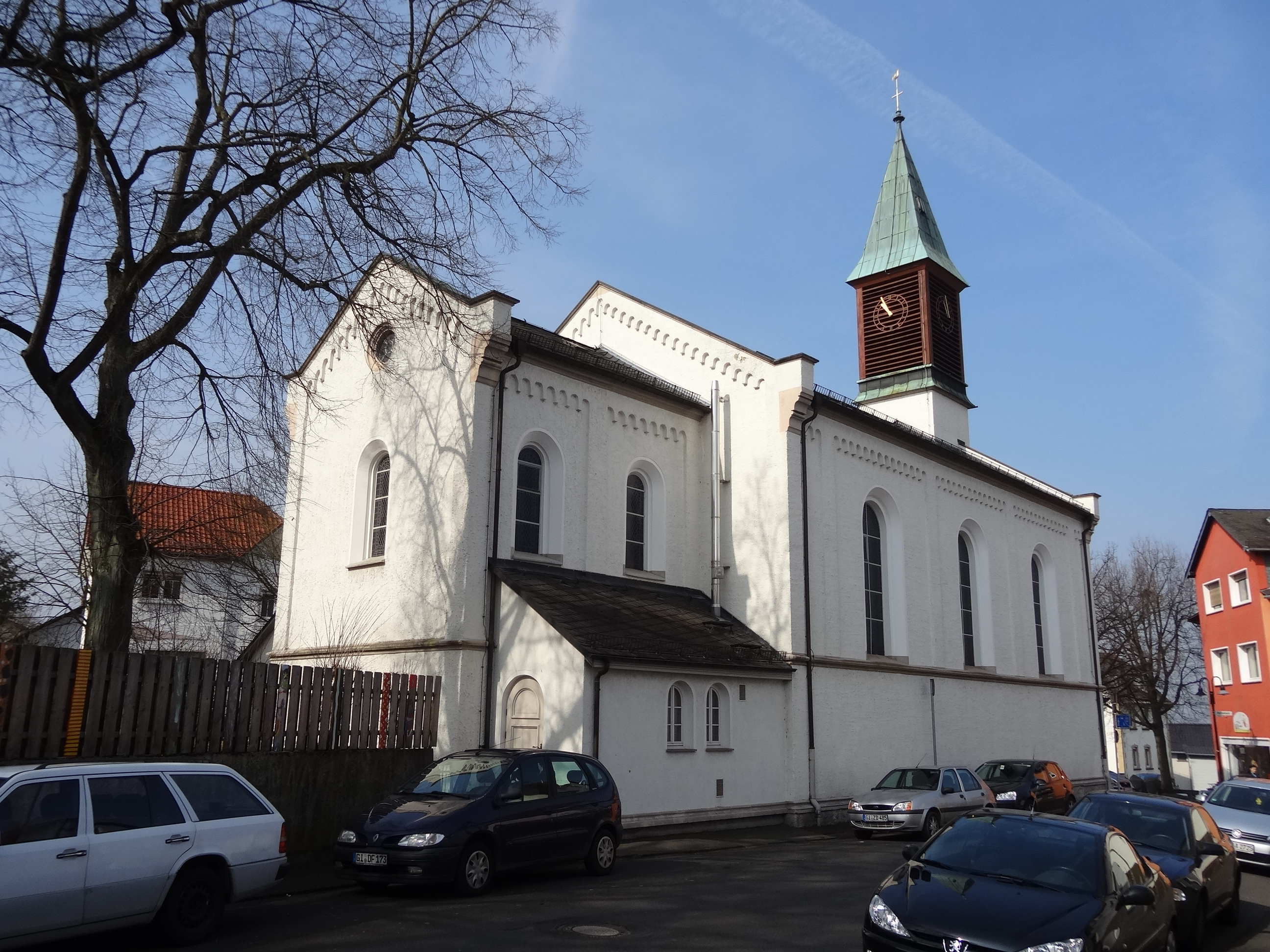
Kirche von Osten

Kirchlich gehörte Kleinlinden in vorreformatorischer Zeit zur Kirche in Großen-Linden und damit zum Dekanat Wetzlar und Archidiakonat St. Lubentius Dietkirchen im Bistum Trier. Mit Einführung der Reformation im Jahr 1527 im Kirchspiel wechselten die Linneser zum evangelischen Bekenntnis, besuchten aber nach wie vor die Gottesdienste in Großen-Linden. Eine kleine mittelalterliche hölzerne Kapelle unbekannter Bauzeit auf dem Kirchhof an der Untergasse (Wetzlarer Straße) diente für Gebet, Andachten und Seelsorge. Sie wurde 1612 erstmals erwähnt und ein Jahr später durch eine kleine Steinkapelle ersetzt, für die eine Landeskollekte abgehalten wurde. Mit dem Bau wurde am 13. April 1613 begonnen; die Einweihung erfolgte am 9. September 1613. In der zweiten Hälfte des 17. Jahrhunderts fanden hier Gottesdienste am Sonntag und Freitag statt, in denen häufig Theologiestudenten aus Gießen zu Übungszwecken predigten. Die Gemeinde hatte die Großen-Lindener Pfarrer vertraglich verpflichtet, sonntags zu predigen und einige Male im Jahr das Abendmahl auszuteilen. Der Dachreiter wurde um 1810 ersetzt und später auf der Kleinlindener Schule aufgesetzt. Beim Abbruch der Schule 1969 ging der alte Dachreiter zu Bruch. In den Jahren 1864 bis 1866 erfolgte ein Neubau der Kirche am früheren Ortsausgang. Der Außenputz der Kirche wurde 1906 erneuert, 1927 folgte eine Innenrenovierung.
Ein Pfarrassistent aus Großen-Linden wohnte seit 1908 in Kleinlinden und betreute den Ort. Bis 1935 wirkten auf diese Weise neun Pfarrassistenten in Kleinlinden. 1935 wurde erstmals ein Pfarrer mit definitiven Rechten eingestellt, für den 1934/35 ein Pfarrhaus gebaut wurde. Am 1. April 1951 löste sich die Kirchengemeinde Kleinlinden aus dem Pfarrverbund mit Großen-Linden und wurde zur eigenständigen Pfarrei erhoben. In diesem Jahr wurde auch das 1944 beschädigte Kirchendach gründlich wiederhergestellt. Eine elektrische Heizung wurde 1960 in der Kirche installiert und 1961 auf die Empore erweitert. Der baufällige Dachreiter wurde 1964 erneuert. Die Stadt Gießen, der die Baupflicht bis 1990 oblag, ließ 1966 die Kirche umfassend renovieren. In diesem Zuge wurde der Chor nach Plänen des Darmstädter Architekten Peter Weyrauch erheblich vergrößert und um eine Sakristei mit Nebenraum erweitert. Für die neu errichtete Orgelempore schaffte die Gemeinde 1969 eine neue Orgel an. Die Fertigstellung des Gemeindehauses erfolgte 1971, die Erweiterung 1979. 1984 wurde eine Pfarrvikarstelle eingerichtet und 1985 besetzt.

## Architektur

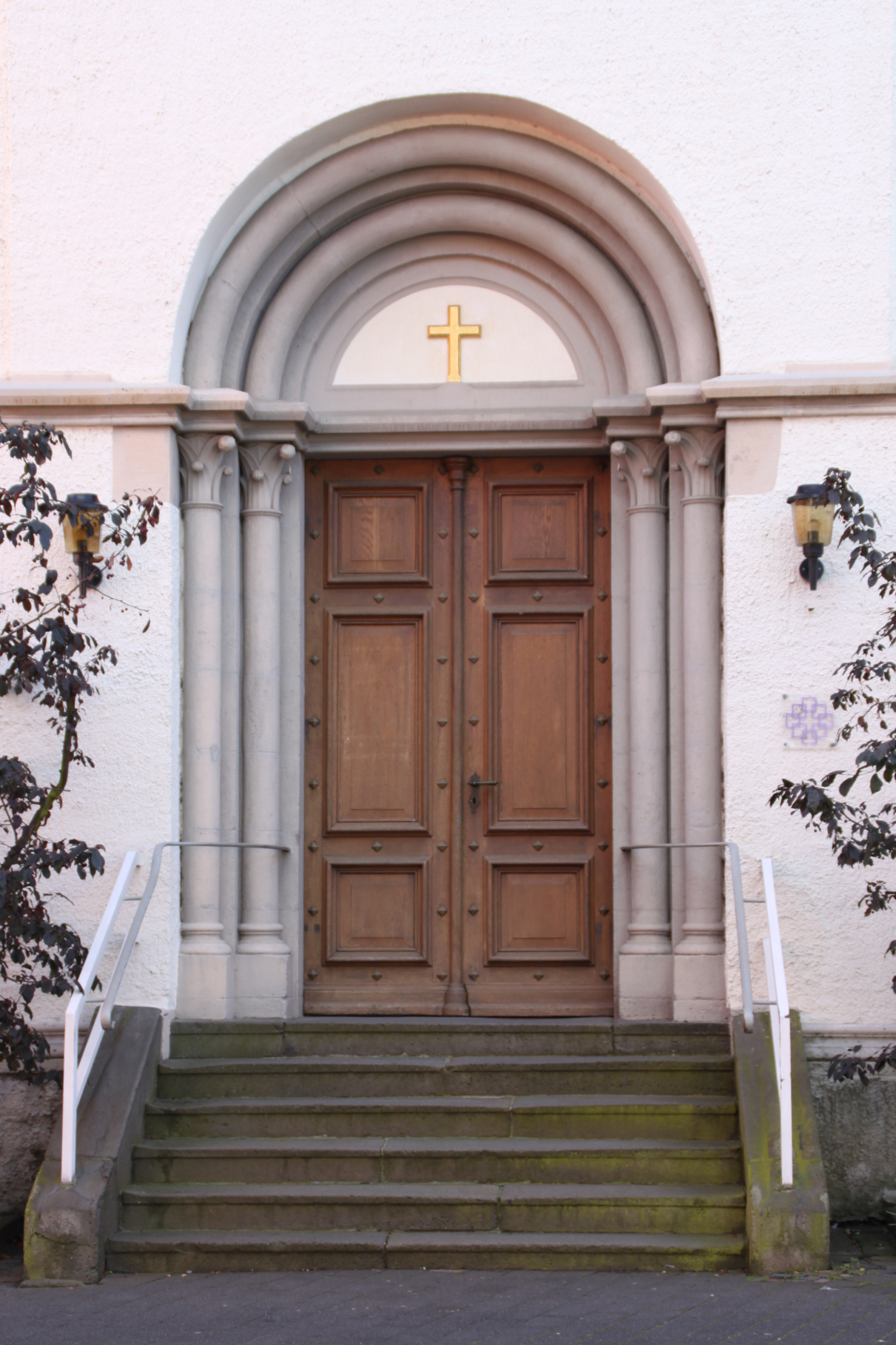
Nordportal

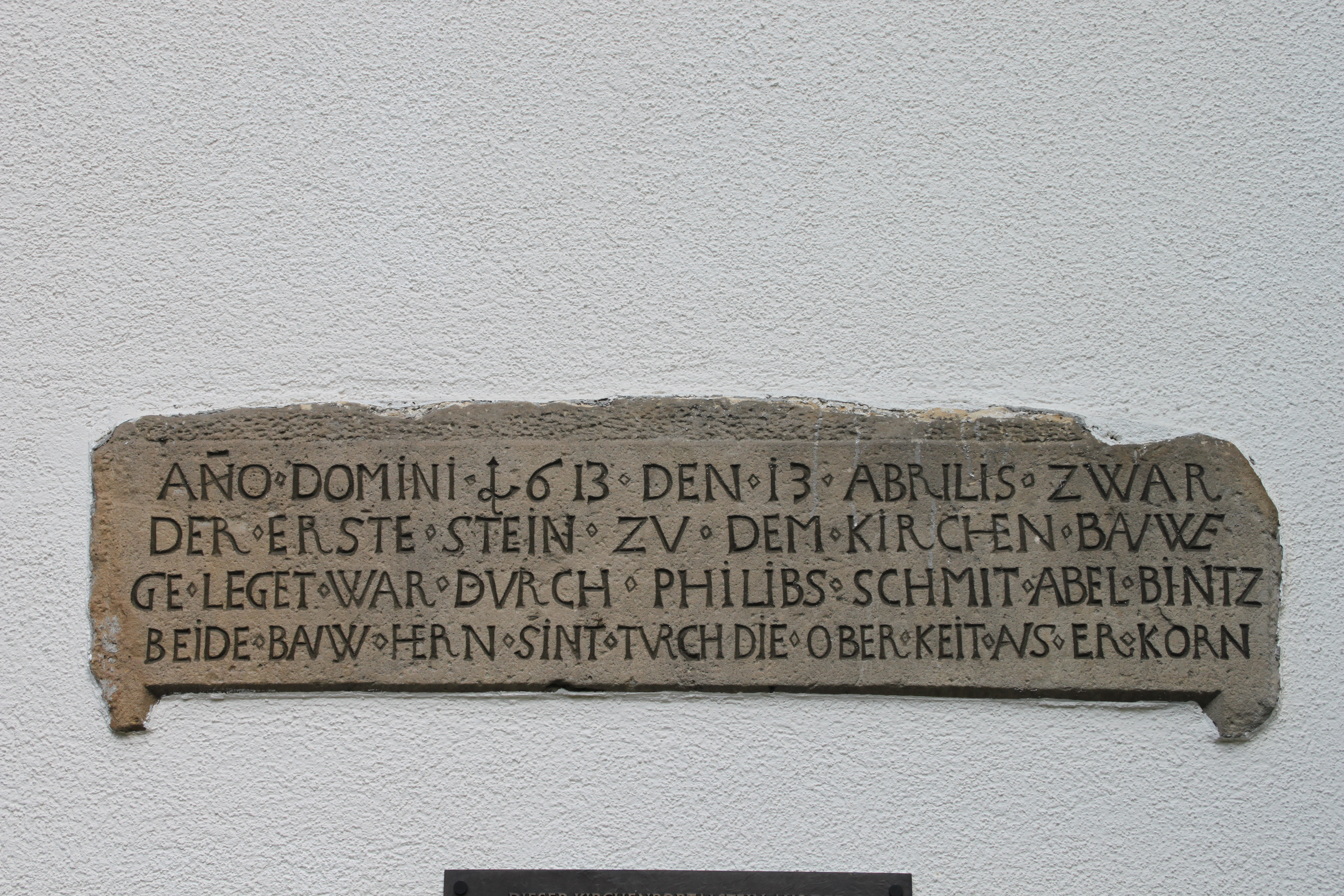
Bauinschrift von 1613

Die Kirche ist auf einem ansteigenden Gelände in zentraler Ortslage an einer Straßengabelung errichtet und entsprechend dem schmalen, spitz zulaufenden Grundstück nach Süd-Südosten orientiert. Bevor der Ort sich nach Süden und Osten ausgeweitet hatte, lag sie am Ortsrand. Sie war nach dem Eisenacher Regulativ gebaut worden, hat die Kanzel aber mittig zwischen Altar und Orgel. Weder ist sie geostet noch steht die Orgel auf der Westempore über dem Haupteingang gegenüber dem Chor, wie es das Regulativ vorsah.
Die Kirche wird an den Langseiten durch je drei große Rundbogenfenster belichtet. Über einem umlaufenden Gesims gliedern Lisenen Felder, die mit einem Rundbogenfries unter der Traufe abschließen. Sechs Stufen einer Freitreppe führen zum abgestuften Säulenportal an der nördlichen Giebelseite. Die zweiflügelige Tür wird von je zwei Säulen flankiert, deren Knospenkapitelle in das vorkragende Gesims übergehen, über dem sich zwei wulstförmige Rundbögen erheben. Im halbrunden Bogenfeld ist ein vergoldetes Kreuz angebracht. Die Giebelseite hat außen zwei schmale Rundbogenfenster, in der Giebelspitze unterhalb des Dachreiters ein kleines rundbogiges Fenster und als oberen Abschluss einen Rundbogenfries.
Der schlanke, vierseitige Dachreiter mit Pyramidenhelm von 1964 ist der nördlichen Giebelspitze aufgesetzt. Er wird von einem Turmknauf, einem schlichten Kreuz und Wetterhahn bekrönt.
Der eingezogene und gegenüber dem Kirchenschiff niedrigere Chor ist analog zum Schiff an den Langseiten durch Lisenen und einen Rundbogenfries gestaltet. Schmale Vorbauten an beiden Seiten haben ein Pultdach, das bis zur halben Mauerhöhe reicht. Darüber sind je zwei kleinere Rundbogenfenster eingelassen und an der südlichen Giebelseite ein rundbogiges Fenster sowie ein kleines Rundfenster im Giebeldreieck unterhalb des Rundbogenfrieses analog der Nordseite. Die Sakristei im Erdgeschoss erhält zudem Licht durch zwei rundbogige Fenster in der Südseite. Die Vorbauten schließen in Verlängerung der Langseiten des Schiffs ab. Der westliche Vorbau, der als Eingangsbereich dient, wird durch einen rundbogigen Westeingang und der östliche Vorbau, der als Nebenraum dient, durch einen rundbogigen Südeingang erschlossen.
Der 1956 wiederentdeckte Portalsturz der alten Kirche aus Rockenberger Sandstein ist als Spolie in der Südwand der neuen Friedhofskapelle eingelassen, 1,50 Meter lang und 0,40 Meter breit und hoch. Er trägt die Inschrift: „ANO DOMINI 1613 DEN 13 ABRILIS ZWAR [= wurde] DER ERSTE STEIN ZV DEM KIRCHEN BAVWE GE LEGET WAR DVRCH PHILIBS SCHMIT ABEL BINTZ BEIDE BAVW HERN SINT TVRCH DIE OBERKEIT AVS ER KORN“.

## Ausstattung

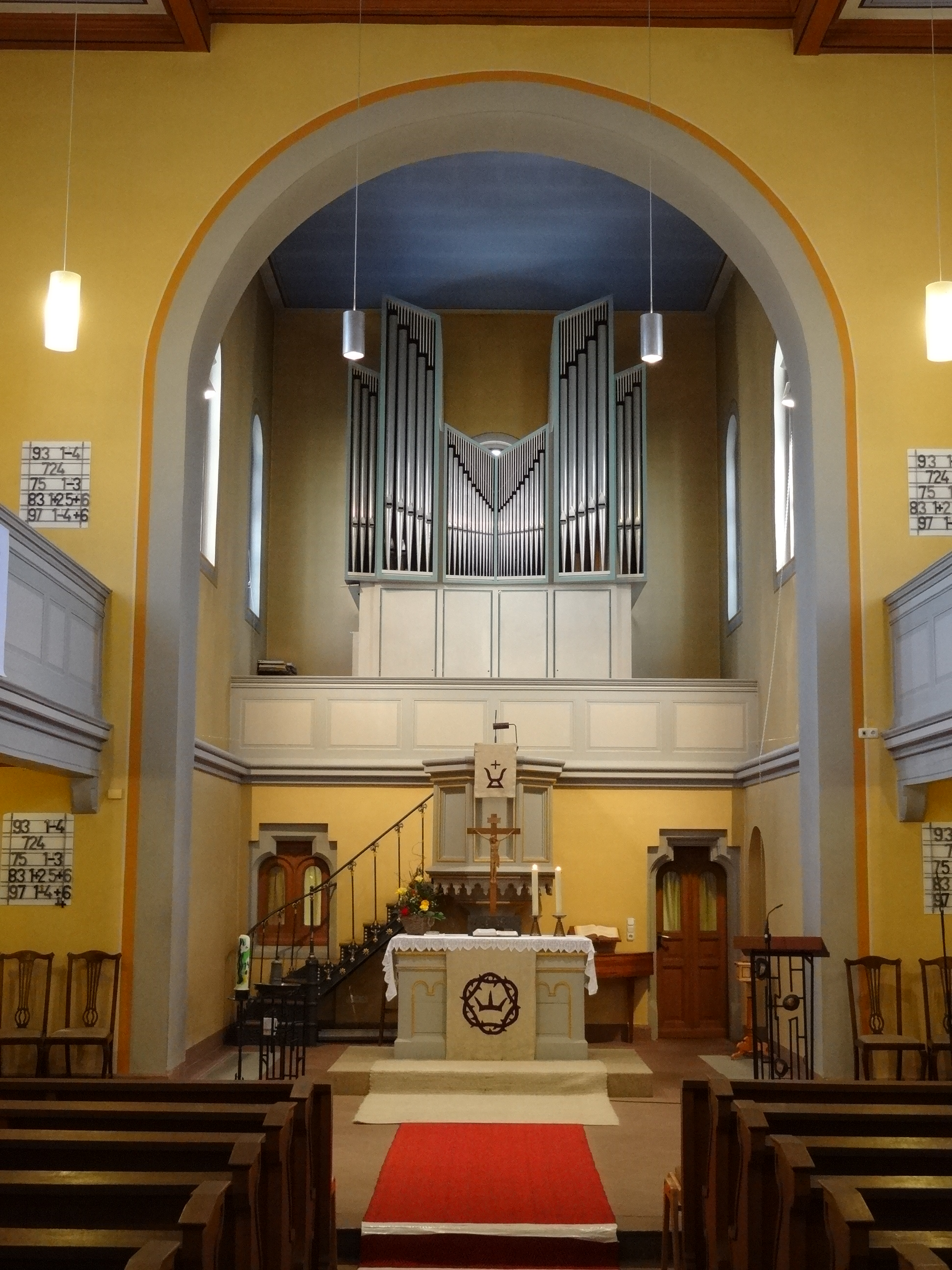
Innenraum mit Blick auf den Chor

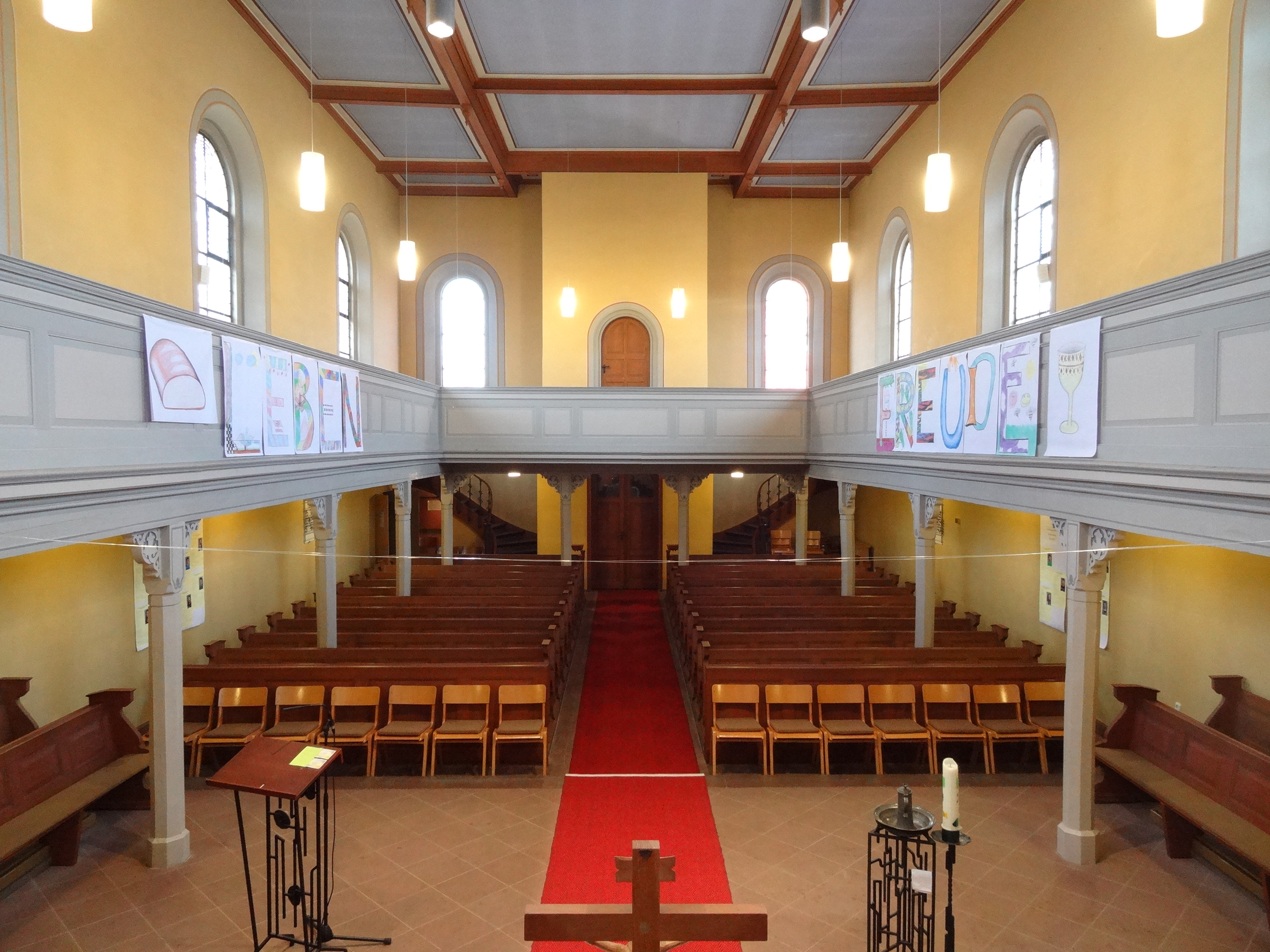
Innenraum Richtung Norden

Der Innenraum wird von einer kassettierten Flachdecke abgeschlossen, die hellblau ausgemalt und schlicht gestaltet ist. Die äußeren der drei Längsbahnen sind gegenüber der mittleren leicht abgesenkt. Die dreiseitig umlaufende, kassettierte Empore ruht auf zehn achteckigen Holzpfeilern, deren Kopfbänder mit flachgeschnitztem, stilisiertem Rankenwerk verziert sind. Das hölzerne Kirchengestühl mit flachgeschnitzten Wangen lässt einen Mittelgang frei. Der Fußboden ist mit roten Sandsteinplatten belegt.
Ein großer Rundbogen öffnet den eingezogenen Chor zum Kirchenschiff. Ein umlaufendes profiliertes Gesims gliedert den Chor in zwei Zonen. Die Orgel steht auf der südlichen Chorempore und ist über eine eiserne Wendeltreppe neben der Sakristei zugänglich. Die Prinzipalstücke Altar und Kanzel im Chorraum sind auf der Mittelachse ausgerichtet. Der um eine Stufe erhöhte hölzerne Blockaltar wird wie das Kirchengebäude durch Lisenen und Rundbogenfriese verziert. Auf ihm steht ein hölzernes Kruzifix. Die polygonale Kanzel vor der Orgelempore ruht auf einem achteckigen Pfosten mit einem viereckigen Fuß. Der Kanzelkorb hat kassettierte Füllungen und schließt mit einem profilierten Gesimskranz ab. Die Kanzel ist weiß gefasst mit vergoldeten Profilen. Die Stufen des eisernen Kanzelaufgangs haben durchbrochenes Rankenwerk und die Geländersprossen vergoldete Verzierungen. Die Taufschale ruht auf einem dreieckigen Eisengestell.
Der Bereich unterhalb der Orgelempore ist abgetrennt und dient als Sakristei. Der Kragsturzbogen der Sakristeitür im Westen korrespondiert mit dem Kragsturzbogen des östlichen Fensters. Der Eingangsbereich an der Nordseite ist als Windfang abgetrennt. Hier ist ein Epitaph aus hellem Sandstein aufgehängt, das an die Opfer des Deutsch-Französischen Krieges erinnert. Zwischen zwei Pilastern ist eine Schrifttafel mit den Namen der Gefallenen und Vermissten von 1866 bis 1871 angebracht, darunter eine geflügelte Fratze. Über dem Architrav ist ein Eisernes Kreuz mit Lorbeerkranz unter einem Randbogen zu sehen.

## Orgel

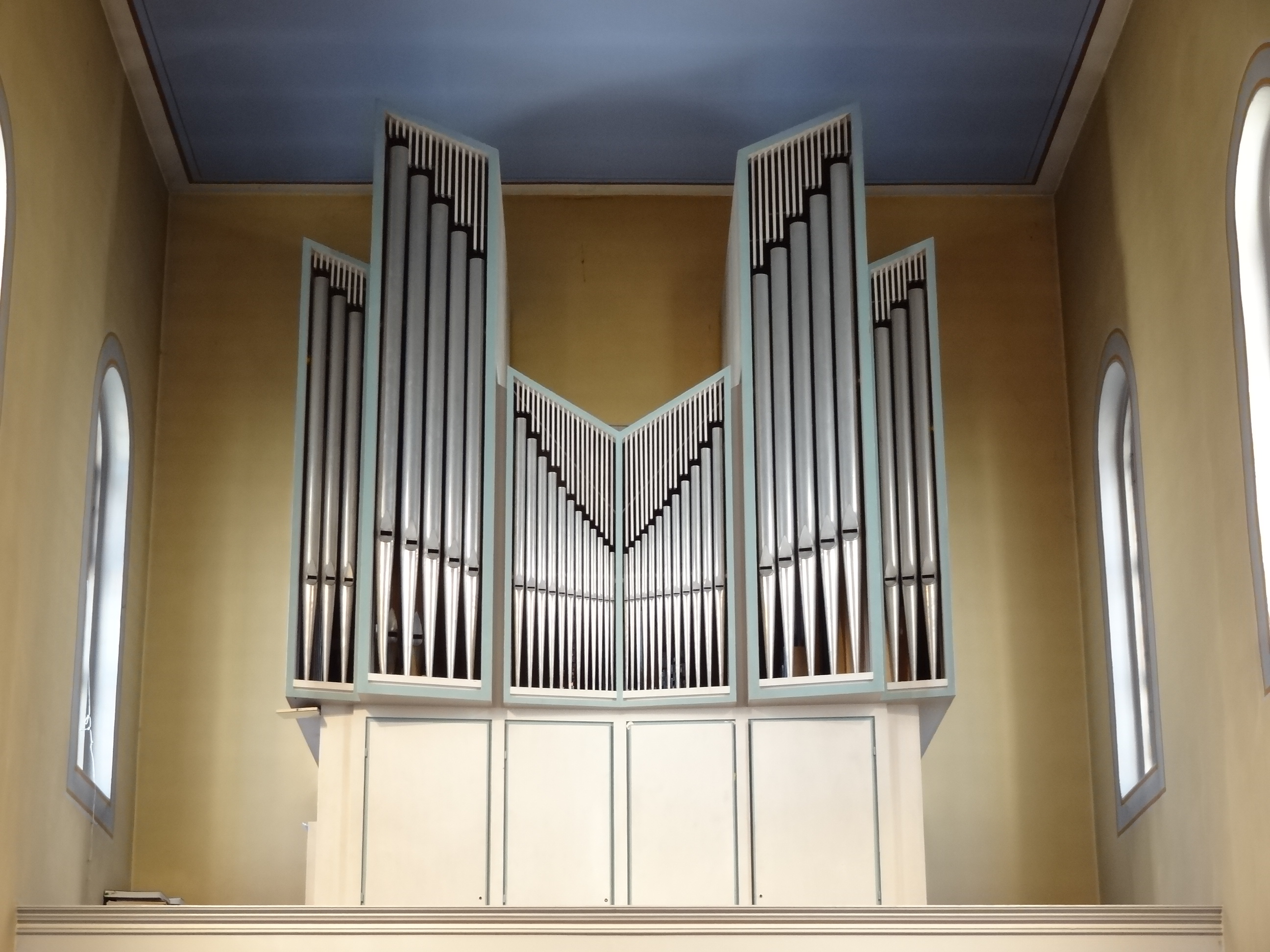
Förster & Nicolaus-Orgel von 1969

Eine erste Orgel wurde wohl zu Beginn des 19. Jahrhunderts angeschafft. Der Werksmeister Philipp Jung kaufte sie 1857 für seinen neuen Missionsverein. Nach Jungs Tod wurde das Instrument in einer Scheune gelagert, bis Geheimrat von Gail sie renovieren ließ und sie nach 1862 dem Oberhessischen Museum vermachte, wo sie am 6. Dezember 1944 dem großen Bombenangriff zum Opfer fiel. Mit Johann Georg Förster wurde am 17. Mai 1865 ein Orgelneubau mit elf Registern auf zwei Manualen und Pedal vertraglich vereinbart. Die Orgel wurde erst am 18. September 1869 fertiggestellt und einen Tag später eingeweiht. Die Licher Firma Förster & Nicolaus reparierte 1893 das Instrument. Für den vergrößerten Chor baute Förster & Nicolaus 1969 ein neues Instrument, das über 15 Register auf zwei Manualen und Pedal verfügt. Der V-förmige Prospekt, dessen trapezförmige Pfeifenfelder nach außen ansteigen und oben mit senkrechten Holzlamellen abschließen, ist sechsachsig gegliedert. An zwei niedrige Flachfelder in der Mitte schließen sich zwei überhöhte Türme an, die nach außen leicht hervortreten. Zwei schmale Pfeifenfelder mittlerer Höhe flankieren die Orgel. Die Disposition lautet wie folgt:
| I Hauptwerk C–g3 |       |
| Offenflöte       | 8′    |
| Prinzipal        | 4′    |
| Flöte            | 4′    |
| Blockflöte       | 2′    |
| Quinte           | 1 ⁄3′ |
| Mixtur III       |       |

| II Positivwerk C–g3 |        |
| Gedackt             | 8′     |
| Rohrflöte           | 4′     |
| Nasard              | 2 ⁄3′  |
| Prinzipal           | 2′     |
| Terz                | 1 3⁄5′ |
| Krummhorn           | 8′     |
| Tremulant           |        |

| Pedal C–f1  |     |
| Subbass     | 16′ |
| Oktavbass   | 8′  |
| Rohrgedackt | 4′  |

- Koppeln: II/I, I/P, II/P

## Geläut
Die Kirche beherbergt ein Vierergeläut mit den Tönen h1-cis2-e2-fis2 (Motiv: Christ ist erstanden). Zwei alte Glocken wurden aus dem Vorgängerbau übernommen. Sie waren 1613 gegossen worden und zersprangen 1843. Friedrich Otto aus Gießen goss 1843 die kleine Glocke und 1849 die große Gocke um. Die kleine war 250 Pfund schwer und trug die Inschrift „Goß mich Fr. Otto in Gießen in 1843 für Klein-Linden“ sowie die Namen von Bürgermeister, Pfarrer, Lehrer und Gemeinderatsmitgliedern. Die große Glocke wurde 1917 für Kriegszwecke eingeschmolzen und wurde 1921 durch eine Glocke ersetzt, die ihrerseits 1942 eingeschmolzen und 1948 durch die Gebr. Rincker ersetzt wurde. Sie ist mit den Inschriften versehen „Wachet, steht im Glauben und seid stark.“ und „Aus Krieg und Leid und schwerer Zeit ruf ich erneut zur Seligkeit“ und trägt die Jahreszahlen „1849–1921–1948“ und den Namen des Glockengießers. Im Jahr 1965 schaffte die Gemeinde zwei weitere Glocken von Rincker an, die große mit der Inschrift „Herr gib uns Frieden und führe uns zur Einheit im Glauben, auch über trennende Mauern“, die kleine mit der Inschrift „Kommet her zu mir alle, die ihr mühselig und beladen seid“.